# 강경천
강경천(江景川)은 충청남도 논산시 연무읍에서 발원하여 전북특별자치도 익산시 여산면, 망성면을 거쳐 충청남도 논산시 강경읍에서 논산천으로 흘러드는 금강의 제2지류이다. 금강수계에 속하며 국가하천, 지방하천으로 나뉘어 있다.

## 별칭
- 미내

## 교량
- 강경미내다리 - 충청남도 유형문화재 제11호

## 하계망
- 논산천
  - 강경천
    - 어랑천
    - 마산천
    - 여산천